# محمد عزام
محمد عزام مواليد 13 فبراير 1990 في المالديف، هو لاعب كرة قدم مالديفي. يلعب كمدافع.

## روابط خارجية
- محمد عزام على موقع قاعدة بيانات كرة القدم.إي يو (الإنجليزية)
- محمد عزام على موقع ناشيونال فوتبول تيمز (الإنجليزية)
- محمد عزام على موقع Soccerway.com (الإنجليزية)